# Tautliner

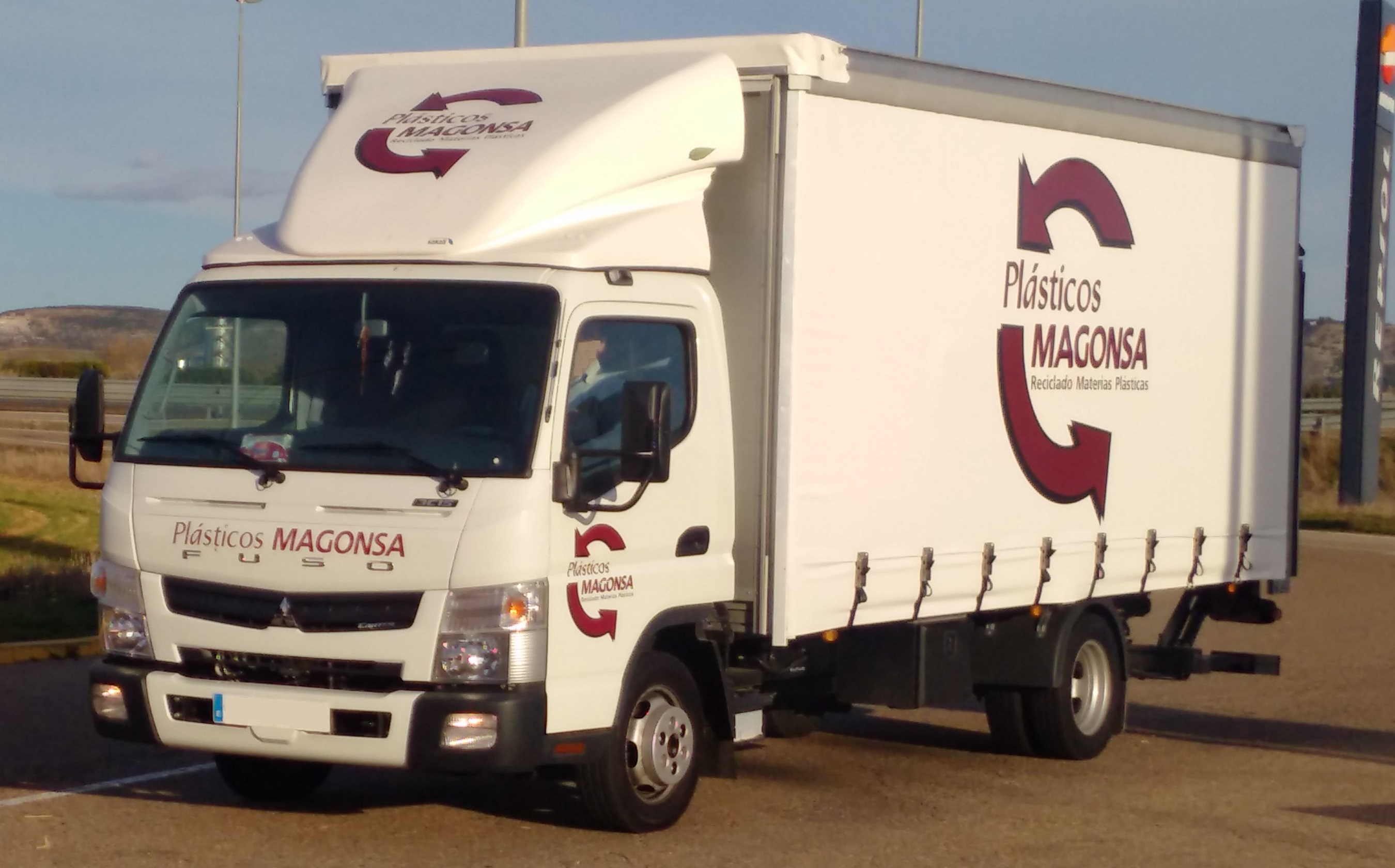
Lekka ciężarówka z zasłoną przesuwnych

Naczepa typu firanka – naczepy firanowe, kurtynowe zaliczane są do naczep typu plandekowego. rodzaj nadwozia naczepy/przyczepy, przeznaczonego do przewozu rzeczy. Naczepy typu firanka charakteryzują się korzystnym stosunkiem wagi do wytrzymałości oraz wszechstronnością zastosowań wobec czego są najczęściej spotykanym typem naczep na drogach.
W czasie załadunków i rozładunków plandekę na powierzchniach bocznych można swobodnie przesuwać - stąd powszechna nazwa "firanka". 
Załadunek naczepy typu firanka może się odbyć:
- z boku – dzięki rozsuwanym powierzchniom bocznym,
- od góry – dzięki składnemu dachowi,
- od tyłu – dzięki otwieranym na boki tylnym drzwiom, umożliwiając załadunek/rozładunek z rampy.

Konstrukcją naczepy tzw: firanki jest stalowa platforma na której jest stalowe rusztowanie z przesuwnymi kłonicami. Rozsuwane kłonice pozwalają na nieskrępowany boczny załadunek/rozładunek wózkiem widłowym. Powierzchnie boczne są wzmocnione za pomocą łat(desek) burtowych(aluminiowych, drewnianych), które spoczywają na kłonicach. Rusztowanie naczepy,przyczepy osłonięte jest plandeką PCW przeważnie o gramaturze 600-900g/m2. Plandeka ma bardzo duże znaczenie dla zabezpieczenia ładunku przed czynnikami atmosferycznymi, sytuacjami losowymi itd:. Powierzchnie boczne, dach nadwozia może być bez przeszkód otwierany i zamykany.  Rozsuwany dach umożliwia załadunek/rozładunek za pomocą dźwigu, suwnicy.
Plandeka na powierzchniach bocznych jest wzmocniona pasami siatki stalowej, a całość spoczywa na rolkach plastikowych podwieszonych(mocowanie górne) do stalowej szyny.
Do zabezpieczenia ładunku stosuje się:
- pasy transportowe(o wytrzymałości min 4ton), łańcuchy mocowane do elementów środka transportowego,
- napinacze – stosowane do napinania pasów transportowych,
- kątowniki plastikowe (czarne, czerwone), stalowe,
- maty gumowe zabezpieczające przesuwaniu się ładunku,
- tylna łata tzw: stopbar – zabezpieczający ładunek przed przewróceniem do przodu lub do tyłu np: z powodu gwałtownego hamowania lub w czasie stromego podjazdu, zjazdu.